# Шидаев, Сухраб Мамедович
Сухра́б Маме́дович Шида́ев (9 ноября 1986 года, Грозный, Чечено-Ингушская АССР, РСФСР, СССР) — российский чеченский профессиональный боксёр, призёр чемпионата России, чемпион Европы среди студентов. Мастер спорта России.

## Биография
Родился 9 ноября 1986 года в Грозном. Его первым тренером был Усман Висанаев.
В 2012 году начал выступать на профессиональном ринге. Его тренером стал Фредди Роуч. Провёл 12 боев, все бои выиграл, из них 8 нокаутом.

## Достижения

### Любительская карьера
- Чемпионат Москвы 2009 года — ;
- Чемпионат Московской области 2009 года — ;
- Чемпионат Европы среди студентов 2009 года (Элиста) — ;
- Чемпионат России по боксу 2009 года — 5-е место;
- Кубок президента AIBA 2009 года (Баку) — ;
- Мемориал Юрия Капитонова и Владимира Кузина 2010 года — ;
- Чемпионат России по боксу 2010 года — ;
- Чемпионат России по боксу 2011 года — 5-е место;
- Мемориал Георгия Жукова 2011 года — ;
- Кубок губернатора Санкт-Петербурга 2011 года — ;
- Кубок мира нефтяных стран 2011 года — .

### Профессиональная карьера
| Результат | Событие | Дата       | Место                       | Соперник                       | Раунд  | Время | Метод                      |
| --------- | ------- | ---------- | --------------------------- | ------------------------------ | ------ | ----- | -------------------------- |
| Победа    |         | 2017-05-25 | Рига                        | Андрей Долгожиев · Беларусь    |        |       | Единогласное решение судей |
| Победа    |         | 2016-04-10 | Нижний Тагил                | Алишер Ашуров · Россия         | 4 из 8 | 3:00  | Отказ от продолжения боя   |
| Победа    |         | 2016-02-07 | Санкт-Петербург             | Андрей Поляков · Россия        | 2 из 6 | 2:45  | Нокаут                     |
| Победа    |         | 2014-05-14 | Ирвайн, Калифорния          | Эдди Хантер · США              | 6 из 6 |       | Единогласное решение судей |
| Победа    |         | 2014-02-15 | Хавайан-Гарденс, Калифорния | Мозес Альвисо · Мексика        | 6 из 6 |       | Единогласное решение судей |
| Победа    |         | 2013-12-21 | Брумол, Пенсильвания        | Эвинсии Диксон · США           | 2 из 6 | 2:59  | Нокаут                     |
| Победа    |         | 2013-11-22 | Окала, Флорида              | Аарон Стедман · США            | 2 из 6 |       | Единогласное решение судей |
| Победа    |         | 2013-10-05 | Спрингфилд, Виргиния        | Кевин Картер · США             | 3 из 6 | 0:38  | Технический нокаут         |
| Победа    |         | 2013-07-06 | Лейтон, Юта                 | Роберт Джин Хилл-младший · США | 3 из 4 | 0:23  | Технический нокаут         |
| Победа    |         | 2013-06-08 | Хаммонд, Индиана            | Энтони Уиллис · США            | 2 из 4 | 1:22  | Технический нокаут         |
| Победа    |         | 2013-01-24 | Екатеринбург                | Дмитрий Лавриненко · Россия    | 3 из 4 |       | Технический нокаут         |
| Победа    |         | 2012-12-15 | Хьюстон, Техас              | Хосе Тревино · Мексика         | 3 из 4 | 1:39  | Технический нокаут         |